# Urbanos de Marbella
Urbanos de Marbella es el nombre bajo el cual la empresa de transportes Avanza opera el servicio de autobuses urbanos en la ciudad de Marbella. (provincia de Málaga, España) El servicio consta de 10 líneas diurnas, 2 nocturnas, las cuales conectan Marbella con San Pedro y Cabopino y 2 de servicio especial, entrando en servicio en verano en caso de la Línea 10, la cual conecta el centro con el festival Starlite, y la 11, la cual presta servicio 2 días al año (31 de octubre y 1 de noviembre) y que conecta el centro de Marbella con los cementerios de la ciudad. 
Dispone de taquillas en la estación de autobuses de Marbella y la avenida Luis Braille de San Pedro Alcántara.

## Historia
En un primer momento, el servicio urbano de Marbella contaba con una sola línea, la Línea 1, la cual conectaba la plaza de toros de Marbella con Puerto Banús atravesando el centro de la ciudad y la N-340 desde el Pirulí hasta la entrada de Puerto Banús. 
Progresivamente, se fueron incluyendo más líneas al servicio, habiendo una especie de división entre el servicio, debido a que 4 líneas del servicio urbano eran propiedad del Ayuntamiento, y las otras restantes, de CTSA-Portillo. El primer documento sobre la concesión del servicio de transporte urbano consta del año 1989, en el que se establecían 6 líneas. Al construirse la estación de autobuses de Marbella, se añadió una 7.ª, que iba desde el centro de la localidad hacia la estación.

### La fusión bajo una misma concesión
Esto cambia en 2005, cuando Portillo asume la concesión, con un contrato de 8 años, de todas las líneas de autobús del municipio, quedando estas de la siguiente manera:
| Línea | Trayecto                                       |
| ----- | ---------------------------------------------- |
| L-1   | La Cañada - Hipercor                           |
| L-2   | Torres Murciano - El Mirador                   |
| L-3   | Las Chapas - Marbería                          |
| L-4   | San Pedro - Puerto Banús                       |
| L-5   | El Salto - San Pedro - El Ángel - Puerto Banús |
| L-6   | Serenata - Puerto Banús                        |
| L-7   | Carabelas - El Ángel - Puerto Banús            |
| L-8C  | Estación - La Cañada - Carabelas - Estación    |
| L-9C  | Estación - Carabelas - La Cañada - Estación    |

En 2007, justo cuando el Caso Malaya empezaba a aflorar, y el Ayuntamiento de Marbella estaba gestionado por una gestora, Portillo, sin pasar por el pleno, fusiona las Líneas 3 y 7 creando la L-10, que unía Las Chapas con la barriada del Ángel. En un viaje en un autobús de esta mencionada línea, Ángeles Muñoz prometió revisar el contrato de la concesión y criticó esa actitud de Portillo.

### El servicio después de los años del GIL
En 2008, se revisa el contrato y se saca a concurso la concesión del servicio, volviendo a ganar Portillo la concesión del servicio urbano de la ciudad costasoleña. Portillo elaboró ciertos cambios respecto a la disposición de líneas del año 2005, como la eliminación de las líneas 8C, 9C y 10. El sistema de transporte urbano quedó distribuido de la siguiente manera:
| Línea | Trayecto                                               |
| ----- | ------------------------------------------------------ |
| L-1   | La Cañada - Puerto Banús - El Ángel                    |
| L-2   | Torres Murciano - El Mirador                           |
| L-3   | Estación - Centro - La Cañada - Estación               |
| L-4   | San Pedro - El Ángel - Puerto Banús                    |
| L-5   | El Salto - San Pedro - Playa - Taquilla Bus - El Salto |
| L-6   | Estación - La Cañada - Centro - Estación               |
| L-7   | Las Chapas - Centro - Estación Bus / Nagüeles          |
| L-N   | La Cañada / Serenata - San Pedro                       |

Esta concesión vino con novedades como la creación de 2 líneas circulares en Marbella que recorrían la circunvalación de la ciudad en sentidos opuestos, y apostó por dotar a Marbella de una línea nocturna que conectase Marbella y San Pedro; rutas que estuvieron vigentes hasta el año 2019. Esta concesión siguió operando con los viejos autobuses adquiridos en 2005 y en años anteriores, no renovando la flota, por lo que las averías en los autobuses eran comunes en verano, debido a su antigüedad.

### Desde 2019 en adelante
Esto, sumado a la impuntualidad del servicio, y las quejas de los vecinos por su ineficacia y la evidente antigüedad de la flota hizo que antes de las elecciones locales de mayo de 2019, se convocara un concurso público para adjudicar la concesión, concurso que ganó Portillo, ya presentándose como parte del Grupo Avanza.
El 9 de abril entró en servicio la nueva flota de autobuses urbanos y el nuevo servicio, que sufrió alteraciones en las líneas, como la expansión del servicio a Cabopino, la creación de una nueva línea nocturna, la conexión de la zona del Ángel con La Cañada, la creación de un nuevo circular en San Pedro y de una nueva línea que uniese San Pedro y Puerto Banús a través de El Ángel. Los autobuses que entraron en servicio son de la marca Mercedes-Benz, compuesta por 18 Mercedes Citaro de diferentes tipos: Citaro, Citaro K y Citaro Hybrid; más un minibús Sprinter 75 con dos puertas. 
El 1 de agosto del mismo año, la línea 6B entraba en servicio para mejorar las conexiones del barrio marbellí de Bello Horizonte con el centro de la ciudad y el Centro Comercial la Cañada. Esto sería solo el principio de constantes adiciones a las líneas, que en 2020 sumaron 2 nuevos autobuses: un Mercedes Citaro y un Mercedes Sprinter 75, este con solo una puerta, de refuerzo. Durante el verano de ese mismo año, la línea 4 vería su servicio extendido para conectar el centro de San Pedro con la playa de esta pedanía marbellí, algo que se ha venido manteniendo desde entonces durante todos los veranos. 
Finalmente, el 1 de junio de 2021, el servicio urbano de transportes en Marbella incorporaría dos nuevas líneas a su servicio, la 12 y la 13. Estas líneas seguirían el mismo recorrido que las 76 y 78, que pertenecían a la Junta de Andalucía, y que fueron incorporadas al servicio para permitir su gratuidad bajo la Tarjeta Municipal de Movilidad. En el mes de marzo del año 2022, la flota recibió una segunda expansión compuesta por 5 autobuses del modelo Mercedes Citaro (4 de ellos de 12 metros y un Citaro K), sumando un total de 26 vehículos a la flota y recibiendo el honor de ser la flota más grande de autobuses urbanos que Marbella ha tenido en su historia. Este refuerzo se produce tras operar algunas expediciones (sobre todo en las líneas 12 y 13) con los autobuses interurbanos que venían operando la línea antes de su inclusión en el servicio urbano.

## Tarifas
Las tarifas vigentes desde el 9 de abril de 2019 son las siguientes:
| Billete                        | Coste (por trayecto) |
| ------------------------------ | -------------------- |
| Tarjeta Municipal de Movilidad | 0,00 €               |
| Billete ordinario              | 1,18 € (IVA 21%)     |
| Tarjebus                       | 0,83 € (IVA 21%)     |
| Bonomes                        | 36,37 €              |

## Líneas

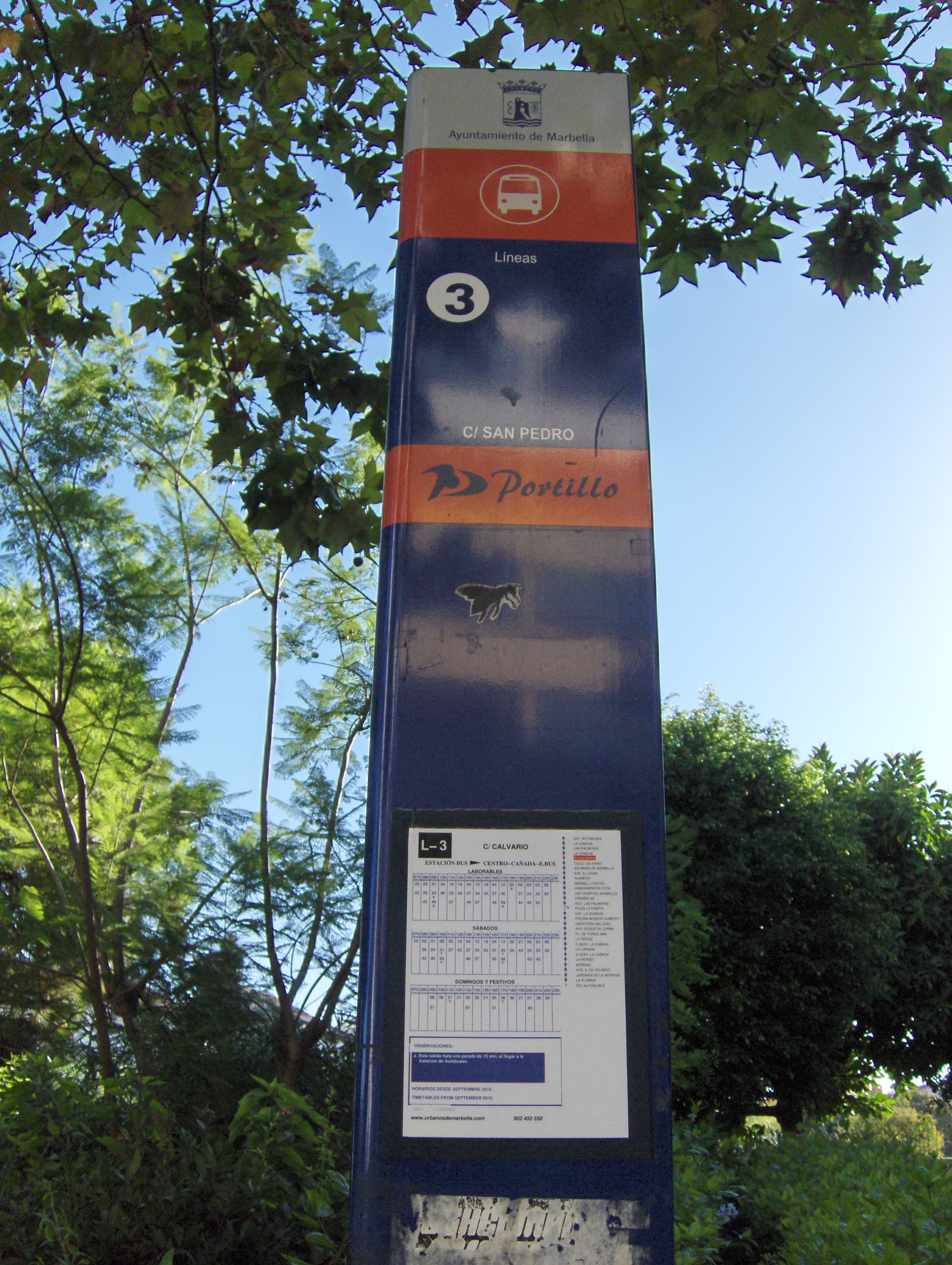
Punto informativo de la línea 3.

Actualmente, los recorridos y líneas del Servicio Urbano de Marbella son:
| Línea | Trayecto                                             |
| ----- | ---------------------------------------------------- |
| 1     | C.C La Cañada - Puerto Banús                         |
| 2     | C.C La Cañada - El Mirador                           |
| 3     | C.C La Cañada - Pto. Banús - El Ángel                |
| 4     | San Pedro - (El Ángel) - Puerto Banús                |
| 5     | El Salto - S. Pedro - Pto.Banús                      |
| 6     | C.C La Cañada - Cabopino                             |
| 6B    | Bello Horizonte - C.C La Cañada                      |
| 7     | San Pedro - Centro De Salud (Circular)               |
| 8     | Nocturno: C.C La Cañada / Serenata - San Pedro       |
| 9     | Nocturno: C.C La Cañada / Marbella Centro - Cabopino |
| 10    | Servicio Especial: Marbella Centro - Starlite        |
| 11    | Servicio Especial: Marbella Centro - Cementerios     |
| 12    | Hospital Costa Del Sol - Nueva Andalucía             |
| 13    | Hospital Costa Del Sol - San Pedro                   |

### Conexión con autobús interurbano
Existen paradas coincidentes con las siguientes líneas adscritas al Consorcio de Transporte Metropolitano del Área de Málaga:
| Línea | Trayecto            |
| ----- | ------------------- |
| M-220 | Fuengirola-Marbella |
| M-320 | Málaga-Marbella     |

Por otro lado, las siguientes líneas de autobuses interurbanos realizan un recorrido urbano:
- L-77 Hospital Costa del Sol-Casares
- L-79 Estepona-Marbella
- L-80 Marbella-Coín
- L-82 Marbella-Ojén